# Ціанотипія

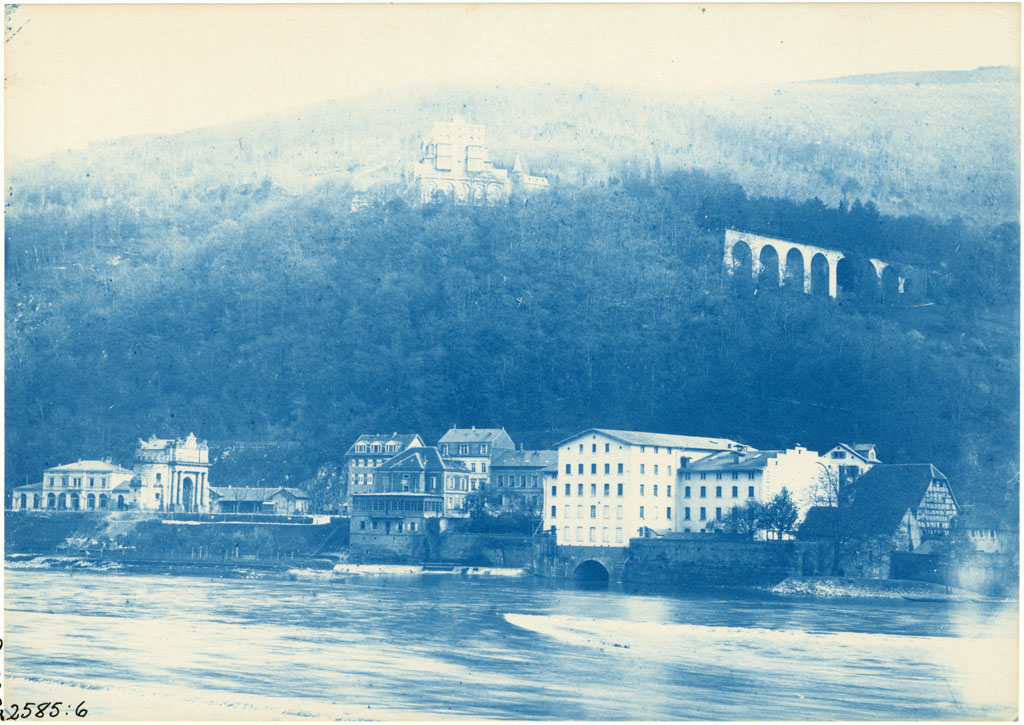
Гайдельберг, 1881 рік

Цианотипія — старий спосіб монохромного фотографічного друку, який давав відбитки блакитного відтінку. Цей спосіб був винайдений в 1842 році британським ученим і астрономом, сером Джоном Гершелем. Спосіб використовує дві речовини: цитрат амонію заліза (III) і фероціанід калію.
У результаті виходить розчинна у воді фотоемульсія, яка потім наноситься на яку-небудь поверхню, зазвичай папір. Позитивне зображення може бути отримане опромінюванням матеріалу ультрафіолетовими променями (наприклад, сонячним світлом) крізь негатив. УФ промені відновлюють залізо Fe (III) до Fe (II). Далі, Fe (II) реагує з ферроціанідом. У ході реакції виходить блакитна фарба (ферроціанід заліза), відоміша як берлінська блакить.
Закріплення фотографії полягає в промиванні її водою. Розчинне у воді залізо Fe (II) вимивається, тоді як нерозчинна берлінська блакить залишається на папері. Саме це і додає фотографії характерний синій колір. Цей процес був популярний в колі технічних фахівців у ХХ столітті. Простота і дешевизна процесу дозволяли їм робити великомасштабні копії своїх креслень, які відомі під назвою «синька» (англ. Blueprint).
Ціанотипію використовувала зокрема перша жінка-фотограф Анна Аткінс.

## Збереження
На відміну від інших старовинних і сучасних процесів, ціанотипні відбитки погано зберігаються в звичайних умовах навколишнього середовища. Тому ідея зберігати або демонструвати знімки в спеціальних хімічно ізольованих шафах досить поширена. У звичайних умовах вони вицвітають. З іншого боку, унікальна властивість таких відбитків — здатність до регенерації: після вицвітання під тривалою дією світла, вони можуть бути помітно відновлені до початкового стану зберіганням у темряві.